# Lutzomyia farilli
Lutzomyia farilli är en tvåvingeart som först beskrevs av Vargas L., Díaz Nájera A. 1959.  Lutzomyia farilli ingår i släktet Lutzomyia och familjen fjärilsmyggor. Inga underarter finns listade i Catalogue of Life.